# Котов, Владимир Михайлович
Владимир Михайлович Котов (родился 27 января 1955 года, Вилейка, Минская область) — советский белорусский физик, программист, преподаватель высшей школы. доктор физико-математических наук, профессор, заведующий кафедрой дискретной математики и алгоритмики факультета прикладной математики и информатики БГУ.
Научные интересы: комбинаторная оптимизация, приближенные алгоритмы, on-line алгоритмы

## Биография
В 1977 году после окончания факультета прикладной математики Белорусского государственного университета по специальности «прикладная математика» работал инженером-программистом в НИО БГУ. С 1979 г. аспирант БГУ. В 1983 г. зашитил кандидатскую диссертацию. С 1982 г. работал на кафедре системного программирования, МО САПР, в должности ассистента, затем доцента. С 1999 г. заведующий кафедрой дискретной математики и алгоритмики. В 2004 г. защитил докторскую диссертацию. В 2005 присвоено ученое звание профессора.

### Награды
- Отличник образования БССР (1991 г.),
- Заслуженный деятель науки Республики Беларусь, 2010 г.
- Лауреат Премии Специального фонда Президента Республики Беларусь по социальной поддержке одаренных учащихся и студентов (2005, 2008, 2010, 2012, 2013, 2014).
- Лауреат Премии имени А. Н. Севченко в номинации «Образование» за «Цикл учебно-методических пособий по дискретной математике, проектированию и анализу алгоритмов» (2011)
- Знак «Отличник образования Республики Беларусь», 2007 г.
- Почетное звание «Заслуженный работник Белорусского государственного университета», 2012 г.

==

## Участие в проектах
- University of Waterloo Canada (1991), TSP, Knapsack Problems, Optimization
- University of Kaiserslautern, Germany (1995), Optimization Problems
- University of Graz, Austria (1998), Knapsack Problems
- The Hong Kong Polytechnic University, (2001—2007, 6 раз по 2 месяца, Scheduling and Logistics)
- INTAS (2004—2007, with University of Kaiserslautern and Graz University), Optimization, Graph and Transportation Problems
- University of Trento, Italy, 3 недели, 2010
- PICS 5379 (2010—2012) France.

## Публикации

### Основные публикации
- Robustness in statistical pattern recognition. Dordrecht; Boston; London, 1996;
- Робастность в статистическом распознавании образов. Мн., 1992;
- Устойчивость в кластер-анализе многомерных наблюдений. Мн., 1998 (в соавт.);
- Практикум на ЭВМ по математической статистике. Мн., 1987 (в соавт.);
- Основы имитационного и статистического моделирования. Мн., 1997 (в соавт.);
- Математические основы криптологии. Мн., 1999 (в соавт.);
- Компьютерный практикум по математическим методам защиты информации. Мн., 2001 (в соавт.).

### Статьи
- 1999

1. Котов В. М. Геометрия окружностей // Информатика и образование. — № 6. — 1999. — С. 37-40.
2. Kellerer H ., Kotov V . A 7/6-approximation algorithm for 3-partitioning and its application to multiprocessor scheduling // INFORM. — 1999. — Vol. 37. — P. 48-56.

- 2000

1. Котов В. М. Уроки по динамическому программированию. Информатика и образование. N 8. 2000-10 с.
2. Котов В. М. Построение минимального остовного дерева // Информатика и образование. — № 2. — 2000. — С. 43-45.
3. Котов В. М. Одна задача теории расписаний // Вестник БГУ. Сер.1. — 2000. — N. 2. — C. 77-79.
4. Котов В. М. Структура данных «Куча» // Научно-методический журнал «Информатика и образование». № 6/ 2000. — С. 64-68.
5. Котов В. М. Построение минимального остовного дерева // Научно-методический журнал «Информатика и образование». № 2/ 2000. — С. 43-45.
6. He Y., Kellerer H., Kotov V. Linear Compound Algorithms for the Partitioning Problems // Naval Research Logistics. — 2000. — Vol. 47. — N. 7. — p. 593—601.

- 2001

1. Котов В. М. Уроки по динамическому программированию. // Научно-методический журнал «Информатика и образование». № 8/ 2001.-10 с.
2. Котов В. М. Уроки по динамическому программированию. Информатика и образование. N 9. 2001.- 8 с.
3. Котов В. М. Уроки по динамическому программированию. Научно-методический журнал «Информатика и образование». № 10/2001.- 12с.
4. Котов В. М. On-line алгоритм для задачи об упаковке с ограничениями // Труды Института математики НАН Беларуси. — Минск. — 2001. — том 8. — С. 43-45.
5. Котов В. М. Асимметричная задача коммивояжера с длинами дуг, равными 1 или 2 // Вестник БГУ. Сер.1. — 2001. — N.3. — С. 86-90.
6. Котов В. М.On-line версия задачи упаковки с ограничениями // Проблемы проектирования информационно-телекоммуникационных систем. — Минск: Белорусский государственный университет, 2001. — С. 79-100.
7. Э.Гирлих М. М. Ковалёв В. М. Котов Semi on-line алгоритм для задачи теории расписаний // Труды Института математики НАН Беларуси. — Минск. — 2001. том 8. — С. 16-20.

- 2002

1. Cheng T.C.E., Kellerer H., Kotov V. Semi on-line Multiprocessor Scheduling With Given Total Processing Time. — Graz, 2002. — 16 p. — (Report 06/2002, Department of Business, University of Graz)
2. Kellerer H., Kotov V. An approximation algorithm with absolute worst-case performance ratio 2 for two-dimensional vector packing. — Graz, 2002. — 10 P. — (Report 07/2002, Department of Business, University of Graz) .

- 2003

1. Babel L ., Chen B ., Kellerer H ., Kotov V . On-line algorithm for cardinality constrained bin packing problems //Lecture Notes in Computer Science. — 2001. — N. 2223. — P.695-706.
2. Kellerer H., Kotov V. An approximation algorithm with absolute worst-case performance ratio 2 for two-dimensional vector packing // Operations Research Letters. — 2003. — Vol. 31(1). — P. 35-41.
3. Гирлих Э., Ковалев М. М., Котов В. М. Алгоритм для задачи распределения работ, выполняемых в реальном времени при наличии дополнительной информации // Дискретная математика. — 2003.- Т. 15.- вып. 4. — С. 133—140.
4. Котов В. М., Соболевская Е. П. Еженедельная газета Издательского дома «Первое сентября». Информатика. № 12 (397); 23-31 марта 2003. — 7с.
5. Котов В. М., Соболевская Е. П. Еженедельная газета Издательского дома «Первое сентября». Информатика. № 14 (399); 8-15 апреля 2003. — 6с.
6. Котов В. М., Соболевская Е. П. Еженедельная газета Издательского дома «Первое сентября». Информатика № 16 (401);23-30 апреля 2003.- 3с.
7. Котов В. М., Соболевская Е. П. Научно-методический журнал «Информатика и образование». № 9/2003, −9с.
8. Котов В. М., Соболевская Е. П. Научно-методический журнал «Информатика и образование». № 10/2003, −7с.
9. Котов В. М., Соболевская Е. П. Научно-методический журнал «Информатика и образование». № 11/2003.-7с.

- 2004

1. Котов В. М. Динамические оценки в задачах разбиения // Вестник БГУ. Сер.1. — 2004. — N.1. — С. 110—113.
2. Котов В. М., Соболевская Е. П. Еженедельная газета Издательского дома «Первое сентября». Информатика. № 35 (468); 16-22 сентября 2004. — с .12-18.
3. Babel L., Chen B., Kellerer H., Kotov V. Algorithms for on-line bin-packing problems with cardinality constraints // Discrete Applied Mathematics. — 2004. — Vol. 143(1-3). — P. 238—251.

- 2005

1. В. М. Котов, Х. Келлерер, Ф. Аль-Анези, Э. Ченг. Алгоритм решения асимметричной задачи коммивояжера на максимум с гарантированной оценкой 2/3 // Труды Института математики Т.13 № 1, 2005.
2. Котов В. М. On — line алгоритм для задачи распределения работ на параллельных приборах с разными скоростями. Танаевские чтения// Доклады Второй научной конференции (28 марта 2005 г., Минск).- Мн.:ОИПИ НАН Беларуси, 2005.
3. T.C.E. Cheng, H. Kellerer, V. Kotov. Semi-on-line multiprocessor scheduling with given total processing time. Theoretical Computer Science 337 (2005) p. 134—146.

- 2006

1. Kovalyov M.Y., Cheng T.C.E., Kotov V.M., Ng C.T. A discrete EOQ problem with maximum order size costs // Proc. 12th IFAC Symposium on Control Problems in Manufacturing (Eds.: A. Dolgui, G. Morel, C.E. Pereira), Saint-Etienne (France), May 17 — 19, 2006.
2. Cheng T.C.E., Ng C.T., Kotov V. A new algorithm for online uniform-machine scheduling to minimize the makespan // Information Processing Letters.- 2006.- Vol. 99.- P. 102—105.

- 2008

1. Котов В. М., Мощенский В. А. О рекуррентных соотношениях для функции нескольких переменных // Вестник БГУ. Сер.1. — 2008. — № 1. — С 112—114.
2. Barketau M.S., Cheng T.C.E., Ng C.T., Kotov V.M., Kovalyov M.Y. Batch scheduling of step deteriorating jobs // Journal of Scheduling. — 2008. — Vol. 11. — P. 17-28.

- 2009

1. В. М. Котов, Соболевская Е. П. Специальные маршруты в графах. Научно-методический журнал информатизации образования, 2009, № 1, С.42-55.
2. Ng, CT; Cheng, TCE; Kotov, V, et al. The EOQ problem with decidable warehouse capacity: Analysis, solution approaches and applications DISCRETE APPLIED MATHEMATICS Volume: 157 Issue: 8 Pages: 1806—1824 , 2009 .